# Grand Prix de Denain 1992
Il Grand Prix de Denain 1992, trentaquattresima edizione della corsa, si svolse il 9 aprile 1992 su un percorso totale di circa 190 km. Fu vinto dal belga Edwig Van Hooydonck che terminò la gara in 4h33'00", alla media di 41,758 km/h.

## Ordine d'arrivo (Top 10)
| Pos. | Corridore           | Squadra         | Tempo    |
| ---- | ------------------- | --------------- | -------- |
| 1    | Edwig Van Hooydonck | Buckler         | 4h33'00" |
| 2    | Philippe Casado     | Z               | s.t.     |
| 3    | Hervé Henriet       | Eurotel         | s.t.     |
| 4    | Franck Boucanville  | Chazal          | a 1'19"  |
| 5    | Kees Hopmans        | Elro Snacks     |          |
| 6    | Marcel Wüst         | R.M.O.          |          |
| 7    | Jan Goessens        | GB-MG Maglific. |          |
| 8    | Eric Knuvers        | Panasonic       |          |
| 9    | Peter Spaenhoven    | Assur Carpets   |          |
| 10   | Kim Andersen        | Z               |          |